# Hukkunda, Chikmagalur
Hukkunda là một làng thuộc tehsil Chikmagalur, huyện Chikmagalur, bang Karnataka, Ấn Độ.